# Goregrind
Goregrind – podgatunek muzyki wynikły z połączenia dwóch gatunków muzycznych, grindcore’u i death metalu.
Początki goregrindu to przełom lat 80. i 90. XX wieku. Zespołem, który zapoczątkował ten nurt, jest brytyjski Carcass. Płyty Reek Of Putrefaction i Symphonies of Sickness powszechnie uznawane są za klasykę gatunku.
Od strony muzycznej goregrind niewiele odbiega od klasycznego grindcore, jednak częściej występują tu wolne, przygniatające tempa. Partie wokalne (charakterystyczne dla tego gatunku tzw. gutturale) są jeszcze bardziej odhumanizowane (często elektronicznie przesterowane) co powoduje, że nie sposób zrozumieć tekstu utworów.
Tematyka tekstów w utworach goregrindowych to najczęściej śmierć, tortury, choroby, patologiczny seks, pornografia. Inspiracją są często najbardziej brutalne horrory z gatunku gore np. August Underground, Guinea Pig, Aftermath itp. Artyści z tego typu filmów często czerpią wizualizacje wykorzystywane w ich koncertach na żywo.
Gatunek reprezentują m.in.: Carcass (UK), Carnal Diafragma (CZ), Dead Infection (PL), Lymphatic Phlegm (BR), Anus Magulo (PL), Paracoccidioidomicosisproctitissarcomucosis (MEX), Childrenblacknight (PL), Nuclear Vomit (PL) Gutalax (CZ).
Odrębnym podgatunkiem grindcore jest gorenoise, mieszanka stylu goregrind z harsh noisem.